# Tatevik Sazandaryan
Tatevik Sazandaryan (in armeno Տաթևիկ Սազանդարյան?; Khndzoresk, 2 settembre 1916 – Erevan, 6 ottobre 1999) è stata un mezzosoprano armeno con cittadinanza sovietica che divenne membro del Soviet Supremo dell'Unione Sovietica nel 1958.
Si è esibita come solista al Teatro dell'Opera di Erevan dal 1937 al 1961.

## Biografia
Nata il 2 settembre 1916 a Khndzoresk, ora situata nella provincia di Syunik, Sazandaryan crebbe a Baku, cantando come solista nel coro della scuola dall'età di 10 anni. All'età di 16 anni si trasferì a Mosca dove cantò in numerose esibizioni amatoriali. Una volta riconosciuto il suo talento, studiò a Mosca con Ruben Simonov. Iniziò a esibirsi in concerti nel 1933. In seguito ritornò in Armenia, dove studiò alla scuola di musica e teatro di Yerevan con Sargis Barkhudaryan. Nel 1937 divenne solista al Teatro dell'Opera di Erevan. È ricordata in particolare per aver interpretato Parandzem nell'opera Arshak II di Tigran Chukhajian e Tamar in David Bek di Armen Tigranian. Interpretò ruoli da protagonista anche nella Carmen, nell'Aida e nell'Eugenio Onegin.
Membro del Partito Comunista dal 1949, fu Deputata del Soviet Supremo dell'URSS della V legislatura (dal 1958 al 1962).
Dal 1961 insegnò al Conservatorio di Erevan, dove diventò professoressa nel 1970. Parallelamente, diresse il dipartimento di canto solista presso l'Istituto di recitazione e belle arti di Erevan dal 1972 al 1977. Si guadagnò una significativa reputazione esibendosi nelle principali città dell'URSS, nonché in Persia, Svezia, Tunisia, Ungheria, Siria (1956), Belgio (1958, 1962), Grecia (1959), Cecoslovacchia (1960) e Francia (1963).
Tatevik Sazandarian morì a Erevan il 6 ottobre 1999. Fu sepolta nel cimitero di Tokhmakh.

## Riconoscimenti
La Sazandarian fu insignita di molti premi tra cui il Premio di Stato dell'URSS (1951) e l'Ordine di San Mashtots (1997). Nel 2016 fu emesso un francobollo nel centenario della sua nascita, dove viene mostrata nel ruolo di Almast nell'opera omonima di Alexander Spendiaryan. Nel maggio 2017 si tenne un concerto commemorativo in suo onore al Teatro Nazionale dell'Opera e del Balletto di Yerevan.